# Франсіско Хав'єр Ідальго Гомес
Франсіско Хав'єр Ідальго Гомес (ісп. Francisco Javier Hidalgo Gómez), відоміший під коротким прізвиськом Сон (ісп. Son, нар. 30 березня 1994, Севілья) — іспанський футболіст, захисник болгарського клубу «Лудогорець». Виступав також за низку іспанських клубів. Дворазовий чемпіон Болгарії, дворазовий володар Суперкубка Болгарії та володар Кубка Болгарії.

## Ігрова кар'єра
Франсіско Хав'єр Ідальго Гомес народився 1994 року в місті Севілья, та є вихованцем футбольної школи нижчолігового іспанського клубу «Нервін». У 2012 році Ідальго Гомес розпочав грати в основній команді клубу, а в 2013—2014 роках грав у складі іншого нижчолігового іспанського клубу «Алькала».
У 2014 році Сон став гравцем клубу Сегунди Б «Сан-Роке», а в 2015 році перейшов до іншого клубу ліги «УКАМ Мурсія». У 2016 році на правах оренди футболіст перейшов до клубу «Вільяновенсе». У другій половині року гравець перейшов до клубу «Леванте», проте весь сезон грав виключно в другій команді клубу. З 2017 до 2018 року Сон грав у складі клубу «Баракальдо».
У 2018 році футболіст перейшов до складу клубу «Понферрадіна», у складі якого грав до 2020 року. У 2020 році Сон став гравцем клубу Прімери «Леванте», де цього разу став гравцем основного складу. До 2022 року футболіст грав у складі «Леванте» в Примері, а після вибуття команди з найвищого іспанського дивізіону ще рік грав у складі валенсійського клубу в Сегунді.
У 2023 році іспанський захисник став гравцем болгарського клубу «Лудогорець». У складі команди футболіст у сезонах 2023—2024 і 2024—2025 років став чемпіоном Болгарії, в 2023 і 2024 роках став володарем Суперкубка Болгарії, а в сезоні 2024—2025 років також став володарем Кубка Болгарії.

## Титули і досягнення
- Чемпіон Болгарії (2):

«Лудогорець»: 2023–2024, 2024–2025
- Володар Суперкубка Болгарії (2):

«Лудогорець»: 2023, 2024
- Володар Кубка Болгарії (1):

«Лудогорець»: 2024–2025